# Zau de Câmpie
Zau de Câmpie (Zău autrefois, Mezőzáh en hongrois, Sannendorf en allemand) est une commune roumaine du județ de Mureș, dans la région historique de Transylvanie et dans la région de développement du Centre.

## Géographie
La commune de Zau de Câmpie est située dans l'ouest du județ, dans les collines de Comlod, sur le Pârâul de Câmpie, à 25 km au nord de Luduș et à 35 km à l'ouest de Târgu Mureș, le chef-lieu du județ. La commune s'étale le long du lac de retenue créé par le barrage construit sur le Pârâul de Câmpie.
La municipalité est composée des neuf villages suivants (population en 2002) :
- Bărboși (374) ;
- Botei (157) ;
- Bujor Hodaie (50) ;
- Ciretea (77) ;
- Gaura Sângerului (126) ;
- Malea (51) ;
- Ștefăneca (31) ;
- Tău (50) ;
- Zau de Câmpie (2 593), siège de la municipalité.

## Histoire
La première mention écrite du village date de 1339 sous le nom de Zaah.
La commune de Zau de Câmpie a appartenu au royaume de Hongrie, puis à l'empire d'Autriche et à l'Empire austro-hongrois.
En 1876, lors de la réorganisation administrative de la Transylvanie, elle a été rattachée au comitat de Torda-Aranyos dont le chef-lieu était la ville de Torda.
La commune de Zau de Câmpie a rejoint la Roumanie en 1920, au traité de Trianon, lors de la désagrégation de l'Autriche-Hongrie. Après le deuxième arbitrage de Vienne, elle a été occupée par la Hongrie de 1940 à 1944, période durant laquelle sa communauté juive fut exterminée par les nazis. Elle est redevenue roumaine en 1945.

## Politique
Le conseil municipal de Zau de Câmpie compte 13 sièges de conseillers municipaux. À l'issue des élections municipales de juin 2008, Alexandru Iurian (PNL) a été élu maire de la commune.
| Parti                          | Nombre de conseillers |
| ------------------------------ | --------------------- |
| Parti national libéral (PNL)   | 9                     |
| Parti démocrate-libéral (PD-L) | 2                     |
| Parti social-démocrate (PSD)   | 1                     |
| Candidat indépendant           | 1                     |

## Religions
En 2002, la composition religieuse de la commune était la suivante :
- Chrétiens orthodoxes, 65,31 % ;
- Catholiques grecs, 16,15 % ;
- Réformés, 6,89 % ;
- Pentecôtistes, 1,39 %.

## Démographie
En 1910, la commune comptait 1 712 Roumains (62,78 %), 671 Hongrois (24,61 %), 35 Allemands (1,28 %) et 309 Tsiganes (11,33 %).
En 1930, on recensait 2 215 Roumains (71,66 %), 572 Hongrois (18,51 %), 96 Juifs (3,11 %) et 206 Tsiganes (6,66 %).
En 2002, 2 777 Roumains (79,13 %) côtoient 306 Hongrois (8,72 %) et 425 Tsiganes (12,11 %).
| 1850  | 1880  | 1900  | 1910  | 1930  | 1956  | 1977  | 1992  | 2002  |
| ----- | ----- | ----- | ----- | ----- | ----- | ----- | ----- | ----- |
| 1 787 | 1 888 | 2 561 | 2 727 | 3 091 | 4 352 | 4 051 | 3 562 | 3 509 |

| 2007  | - | - | - | - | - | - | - | - |
| ----- | - | - | - | - | - | - | - | - |
| 3 447 | - | - | - | - | - | - | - | - |

## Économie
L'économie de la commune repose sur l'agriculture (2 894 ha de terres arables) et la pisciculture (lac de retenue).

## Communications

### Routes
Zau de Câmpie est située sur la route régioanle Luduș-Sărmașu.

### Voies ferrées
La commune est desservie par la ligne de chemin de fer Luduș-Bistrița.

## Lieux et monuments
- Zau de Câmpie, église réformée de 1883.

- Zau de Câmpie, château Ugron et son parc construit en 1911.

- Zau de Câmpie, réserve naturelle de pivoines (3,5 ha.